# ロバート・トーティ
ロバート・トーティ（Robert Torti、1961年10月22日 - ）は、アメリカ合衆国の俳優。カリフォルニア州出身。

## 出演作品
- スイート・ライフ（カート）